# Fernando Escamilla Márquez
Fernando José Escamilla Márquez (* 1939; † 6. März 2007) war ein mexikanischer Botschafter.

## Leben
Fernando Escamilla Márquez war als Laufbahndiplomat an den Botschaften in Havanna, Buenos Aires, Stockholm und Lima. Am 19. Juli 1979 wurde Managua durch die FSLN besetzt und sechs Tage später am 23. Juli 1973 wurde Márquez zum Geschäftsträger in Nicaragua ernannt. Anschließend in seiner Zeit als Geschäftsträger in El Salvador vom 20. September 1983 bis 10. Oktober 1985 wurde die FMLN durch die mexikanische Regierung als Konfliktpartei anerkannt. Während seiner Tätigkeit als Geschäftsträger in der Sowjetunion vom 23. Juni 1988 bis 15. Februar 1992 wurde die Sowjetunion in Einzelstaaten aufgelöst. Mit seinem Dienstsitz Teheran vom 7. August 1995 bis 12. Januar 1999 war er auch bei den Regierungen von Pakistan und Afghanistan als Botschafter akkreditiert.
Im Sekretariat für Außenbeziehungen leitete er die Abteilung Europa, Asien, Afrika und Ozeanien. Ab 1999 war er mit der Digitalisierung des Archivs des SRE befasst und war Mitarbeiter der Zeitschrift „Enlace“.
| Vorgänger                   | Amt | Nachfolger                       |
| --------------------------- | --- | -------------------------------- |
| Gustavo Iruegas Evaristo    | Mexikanischer Geschäftsträger in Managua am 23. Juli 1979 Geschäftsübernahme, am 21. Februar 1980 abgereist     | Horacio Labastida Muñoz          |
| José Luis Ávila Saavedra    | Mexikanischer Botschafter in El Salvador am 20. September 1983 Geschäftsübernahme, am 10. Oktober 1985 abgelöst | Federico Alfonso Urruchúa Durand |
| Juan José Bremer de Martino | Mexikanischer Geschäftsträger in Moskau Am 23. Juni 1988 Geschäfte übernommen am 15. Februar 1992 abgelöst      | Carlos Alejandro Tello Macías    |
| Antonio Dueñas Pulido       | Mexikanischer Geschäftsträger in Teheran am 7. August 1995 ernannt, am 12. Januar 1999 abgereist                | Juan José Huerta Flores          |